# Sara Bennett
Sara Bennett (Londra, 1972) è un'effettista britannica.

## Biografia
Nel cinema è nota per il suo lavoro in alcuni film della serie di Harry Potter, Sopravvissuto - The Martian e Ex Machina; in campo televisivo per il suo lavoro nella serie televisiva Doctor Who e Merlin.
Ai Premi Oscar 2016 vince l'Oscar ai migliori effetti speciali per Ex Machina.
È una dei 5 fondatori della Milk VFX, azienda di effetti visivi britannici.

## Riconoscimenti
- 2007 - Visual Effects Society
  - Migliori effetti speciali per un episodio di una serie tv (Il viaggio dei dannati)
- 2008 - Visual Effects Society
  - Candidatura per i migliori effetti speciali per un episodio di una serie tv (Il segno di Nimueh)
- 2009 - Visual Effects Society
  - Candidatura per i migliori effetti speciali (Skellig)
- 2015 - Visual Effects Society
  - candidatura per i migliori effetti speciali per un episodio di una serie tv  (Jonathan Strange & Mr Norrell episodio Arabella)
- 2016 - Premio Oscar
  - Migliori effetti speciali (Ex Machina)